# Неколенко, Илья Витальевич
Илья Витальевич Неколенко (род. 31 июля 1993, Марьино, Московская область) — российский хоккеист, защитник. Старший брат хоккеиста Архипа Неколенко.

## Биография
Родился 31 июля 1993 года в посёлке Марьино Филимонковского сельсовета Ленинского района Московской области.
Воспитанник хоккейной школы «Крылья Советов». В детстве играл и в футбол в школе «Росича» в Ленинском районе. Происходило это летом, когда хоккейный сезон в «Крыльях Советов» заканчивался. В чемпионате МХЛ сезона 2009/2010 дебютировал за МХК «Крылья Советов», сыграв 9 матчей.
На драфте юниоров КХЛ 2010 в 3 раунде под 51 номером был выбран хабаровским «Амуром». В сезоне 2010/2011 продолжил выступать за молодёжку «Крыльев», а также дебютировал в ВЗЛ за основную команду. Всего в сезоне провёл 4 матча за основную команду и 22 встречи за молодёжную, а также 3 матча в плей-офф.
Был вызван в молодёжную сборную России  для участия в турнире в Швеции и Кубке Вызова Азии. Провёл в её составе 7 матчей, забил один гол и отдал 3 результативные передачи.
В сезоне 2011/2012 перешёл в систему клуба Континентальной хоккейной лиги мытищинский «Атлант», где стал выступать за молодёжную команду «Атланты». В первом сезоне провёл 54 встречи в чемпионате — 11 очков (2+9) и 12 матчей в плей-офф, в которых отдал одну результативную передачу и дошёл с командой до финала конференций.
В сезоне КХЛ 2012/13 дебютировал в основном составе «Атланта» 23 декабря 2012 года в домашнем матче против «Автомобилиста». Всего провёл две встречи. В чемпионате МХЛ провёл 58 игр в регулярном первенстве — 20 очков (5+15) и 8 игр в плей-офф — 5 очков (2+3).
В сезоне 2013/2014 перебрался в московский «Спартак» вслед за своим младшим братом Архипом, который перешёл в «Спартак» в прошлом сезоне. Дебютировал в основном составе в домашнем матче против рижского «Динамо» 10 сентября 2013 года.
24 июня 2014 года подписал контракт с «Северсталью».
26 декабря 2017 года стал игроком клуба «Нефтехимик».
В 2018—2019 годах играл за клубы США, Канады и КНР.
В декабре 2019 года вернулся в Россию и стал игроком пензенского клуба «Дизель» до окончания сезона 2019/2020.

## Достижения
- Обладатель кубка Харламова 2014 года